# Tiếng chày trên sóc Bom Bo
Tiếng chày trên sóc Bom Bo là một ca khúc nhạc đỏ được sáng tác bởi nhạc sĩ Xuân Hồng. Ca khúc đã khiến cho địa danh sóc Bom Bo tại tỉnh Phước Long (nay là Bình Phước) nổi tiếng trên toàn Việt Nam trong thời kỳ chiến tranh Việt Nam bởi tính chất tuyên truyền của bài hát. Bài hát sử dụng hình thể âm nhạc (factura) theo kiểu hai bè giọng hát đối vị trong toàn bộ bài. 
Tiếng chày trên sóc Bom Bo mang âm hưởng nhạc Tây Nguyên, có nội dung hướng đến hình tượng nhịp chày giã gạo của người dân Bom Bo nuôi quân đội, qua đó thể hiện "sự cực khổ nhưng chất phác" của người dân nơi đây.
Sau khi sáng tác, “Tiếng chày trên sóc Bom Bo” được được đón nhận nồng nhiệt. Bài hát cũng trở nên đặc biệt với người Xtiêng ở Bình Phước.

## Bối cảnh
Phụ nữ dân tộc Xtiêng sinh sống ở Việt Nam thường có tập tục giã gạo vào ban đêm. Năm 1965, ở chiến dịch Đồng Xoài, một số đơn vị bộ đội chủ lực ở miền Nam Việt Nam thiếu gạo, già làng đã kêu gọi cả sóc giã gạo nuôi quân dưới ánh sáng bằng đuốc lồ ô (một loại đuốc làm từ tre lồ ô). Cùng năm, Xuân Hồng tham gia chiến dịch qua vùng này. Chứng kiến cảnh người dân nô nức giã gạo nuôi quân, ông có được nguồn cảm hứng để sáng tác bài hát.

## Sáng tác
Cùng thời điểm, nhà thơ Võ Hồng Sơn vừa cho ra đời bài thơ "Ánh đuốc lồ ô trên căn cứ Nửa Lon" như một sự cộng hưởng để Xuân Hồng viết nên ca khúc "Tiếng chày trên sóc Bom Bo" vào năm 1966. Trong quá trình sáng tác, Xuân Hồng được nhạc sĩ Hoàng Việt trợ giúp về kiến thức phức điệu âm nhạc để sáng tác bài hát. "Tiếng chày trên sóc Bom Bo" là một trong những bài hát mà Xuân Hồng tâm đắc nhất và cũng là bài hát mà ông chuẩn bị lâu nhất. Đã có lần ông viết nhạc, đặt lời xong nhưng không vừa ý và lại cất đi, sau đó bị quên vì "nét nhạc phác thảo ấy quá dở".

### Nội dung
Bài hát mang âm hưởng Tây Nguyên, gợi lên khung cảnh trong ánh đuốc lồ ô, những nam nữ thanh niên dân tộc Xtiêng cùng bộ đội giã gạo phục vụ chiến dịch, thể hiện tấm lòng của đồng bào dân tộc đối với cách mạng dù có trải qua những tháng ngày đói kém, khó khăn. Hình tượng mà bài hát hướng đến là nhịp chày giã gạo của người dân Bom Bo nuôi quân đội, qua đó thể hiện "sự cực khổ nhưng chất phác" của người dân nơi đây.

### Âm nhạc
Bài hát được viết ở cấu trúc 3 đoạn a-b-c với mở đầu và kết, phần lớn là ở giọng Mi thứ tự nhiên có ly điệu sang Si thứ hòa thanh hoặc Sol trưởng ở hai đoạn b và c. Toàn bộ bài viết được sáng tác theo kiểu hai bè đối vị được giới thiệu ngay trong câu nhạc mở đầu. Giọng Mi thứ tự nhiên cũng được thể hiện rõ ràng ngay câu nhạc đầu để tạo ra không khí "sâu tối" của ban đêm.
Đoạn a được trình bày dưới hình thức một bè, gồm 2 câu nhạc. Câu 2 nhắc lại toàn bộ câu 1 và đều dừng ở âm chủ Mi thứ. Tiết tấu của câu hát mô phỏng nhịp chày giã gạo giống như câu đầu.
Đoạn b có âm nhạc "linh hoạt", "sôi nổi" và "giống như một lời chỉ dẫn" của tác giả. Đoạn b được chia thành 4 câu, phần hòa thanh dựa trên trục điệu tính Mi thứ, được nhấn mạnh bởi những âm cảm bậc VII của điệu thứ hòa thanh. Giống đoạn a, những biến âm của đoạn b đều nằm ở dạng lướt. Từ đoạn a, âm thanh nhảy một quãng tám, dẫn đến đỉnh cao của đoạn b. Tuy vậy, cao trào của toàn bài, Xuân Hồng vẫn để dành tới đoạn kết. Đoạn b thể hiện tính chất đoạn giữa của cấu trúc âm nhạc ở hình thức ba đoạn với cách viết đối vị hai bè thay nhau đảm nhiệm chức năng giũa phần giai điệu và phần đệm.
Đoạn c là cấu trúc được mở rộng nội tại, chia theo 3 câu dựa vào những dấu hiệu ngắt ý, ngắt câu thường gặp. Theo Vũ Tự Lân, kết cuối của bài hát là một câu nhạc "theo phong cách hai bè đối vị" giống như câu nhạc mở đầu, tạo nên sự thống nhất chặt chẽ về cấu trúc âm nhạc.

## Phát hành và đón nhận
Sau khi sáng tác, "Tiếng chày trên sóc Bom Bo" được dựng nhạc và phát trên Đài Phát thanh Giải Phóng. Bài hát được đón nhận nồng nhiệt với "giai điệu rộn rã tạo khí thế hào hùng cách mạng". Báo Sài Gòn Giải Phóng cho biết với đồng bào dân tộc người Xtiêng ở Bình Phước, "Tiếng chày trên sóc Bom Bo" là một "tài sản tinh thần vô giá". Bài hát đã tạo nên một sự chú ý, được coi như một huyền thoại của người Xtiêng. Sóc Bom Bo cũng trở nên nổi tiếng trên toàn Việt Nam qua bài hát này. Cũng từ đó, địa điểm này gần như trở thành quê hương thứ hai của nhạc sĩ Xuân Hồng. Sau sự kiện 30 tháng 4 năm 1975, ông thường xuyên về thăm Bom Bo, người dân ở đây xem ông như một người Xtiêng thực thụ, có lần ông còn được người đến rước bằng voi. Ngày 14 tháng 5 năm 1996, Xuân Hồng qua đời. Rất đông người Bom Bo đã về thành phố Hồ Chí Minh để viếng ông. Một già làng tại sóc Bom Bo cho biết: "Tôi rất mừng là không riêng gì người Xtiêng mà các dân tộc anh em trên cả nước vẫn thích hát, múa bài "Tiếng chày trên sóc Bom Bo".
Theo Vũ Tự Lân, sức hấp dẫn ở bài hát nằm ở sự chân thành trong âm nhạc và lời ca cũng như trong tính tạo hình, vần điệu. Ông còn cho biết bài hát "chứa đựng tính chất nghệ thuật tinh tế", và bản sắc địa phương của dân tộc đã được khắc họa rõ ràng, đậm nét. Bài hát được xem là một cột mốc trong sáng tác của Xuân Hồng cũng như trong thời kỳ chiến tranh Việt Nam.
Đài truyền hình Nhân Dân đã làm một phóng sự tài liệu về bài hát này trong chương trình "Ca khúc đi cùng năm tháng". "Tiếng chày trên sóc Bom Bo" cũng là 1 trong 4 tác phẩm âm nhạc giúp Xuân Hồng được truy tặng Giải thưởng Hồ Chí Minh về văn học nghệ thuật đợt 2, năm 2000. Sau năm 1975, soạn giả Viễn Châu đã phối lại nhiều bài vọng cổ phù hợp với xã hội mới của Việt Nam thời bấy giờ. Trong đó "Tiếng chày trên sóc Bom Bo" do NSƯT Thanh Kim Huệ hát vọng cổ đã gây được ấn tượng mạnh với khán giả tại Bình Phước. Năm 2019, trong chương trình "Chuyến xe âm nhạc" của HTV, "Tiếng chày trên sóc Bom Bo" cũng gây ra sự mới lạ bằng phong cách cải lương, thậm chí là EDM và hiphop.